# Az utolsó zsaru epizódjainak listája
Ez a szócikk Az utolsó zsaru című sorozat epizódjait listázza.
Mick Brisgau nyomozó súlyosan megsérül, amikor fejbe lövik egy rosszul sikerült rendőri akció közben és kómába esik. Mick húsz év után felébred a kómából, de rá kell jönnie, hogy a világ nagyon más lett. A 21. századi változások hatalmas sokként érik: a nők sokkal erősebbek, a férfiak gyengébbnek tűnnek és zavarba ejtően sok új technikai és tudományos fejlődés történt. Miközben igyekszik beilleszkedni az új életébe és újra munkába áll, egy megállíthatatlan küldetésbe kezd, hogy felkutassa azt, aki lelőtte, és hogy igazságot szolgáltasson.

## Évados áttekintés
| Évad | Évad | Részek száma | Részek száma | Eredeti sugárzás  | Eredeti sugárzás    | Eredeti adó | Magyar sugárzás    | Magyar sugárzás    | Magyar adó |
| Évad | Évad | Részek száma | Részek száma | Évadbemutató      | Évadzáró            | Eredeti adó | Évadbemutató       | Évadzáró           | Magyar adó |
| ---- | ---- | ------------ | ------------ | ----------------- | ------------------- | ----------- | ------------------ | ------------------ | ---------- |
|      | 1.   | 13           | 13           | 2010. április 12. | 2010. augusztus 10. | Sat.1       | 2012. november 12. | 2012. november 28. | Viasat 3   |
|      | 2.   | 13           | 13           | 2011. március 11. | 2011. június 30.    | Sat.1       | 2012. november 29. | 2012. december 17. | Viasat 3   |
|      | 3.   | 13           | 13           | 2012. február 6.  | 2012. május 7.      | Sat.1       | 2012. december 18. | 2013. január 14.   | Viasat 3   |
|      | 4.   | 13           | 13           | 2013. január 21.  | 2013. április 22.   | Sat.1       | 2017. március 13.  | 2017. március 29.  | Story 4    |
|      | 5.   | 8            | 8            | 2014. április 24. | 2014. június 2.     | Sat.1       | 2017. március 30.  | 2017. április 10.  | Story 4    |

## Epizódok

### Első évad (2010)
| Sor. | Év. | Cím                                               | Rendező         | Író               | Premier                               | Gyártási szám |
| ---- | --- | ------------------------------------------------- | --------------- | ----------------- | ------------------------------------- | ------------- |
| 1.   | 1.  | Az utolsó menet (Die letzte Runde)                | Michael Wenning | Robert Dannenberg | 2010. április 10. 2012. november 12.  | 101           |
| 2.   | 2.  | A mikulás halott (Der Weihnachtsmann ist tot)     | Michael Wenning | Anna Dokoupilova  | 2010. április 19. 2012. november 13.  | 102           |
| 3.   | 3.  | Túlélőtréning (Überlebenstraining)                | Michael Wenning | Katja Töner       | 2010. április 26. 2012. november 14.  | 103           |
| 4.   | 4.  | Éjszakai műszak (Nachtschicht)                    | Katja Töner     | Michael Illner    | 2010. május 3. 2012. november 15.     | 104           |
| 5.   | 5.  | A fengsuji árnyékában (Im Schatten von Feng-Shui) | Sebastian Vigg  | Arne Nolting      | 2010. május 10. 2012. november 16.    | 105           |
| 6.   | 6.  | Az elveszett fiú (Der verlorene Sohn)             | Dennis Satin    | Anna Dokoupilova  | 2010. május 17. 2012. november 19.    | 106           |
| 7.   | 7.  | Mind megvolt (Ich habe sie alle gehabt)           | Dennis Satin    | Boris Dennulat    | 2010. május 31. 2012. november 20.    | 107           |
| 8.   | 8.  | Vard-be a labdát (Das Runde muss ins Eckige)      | Sebastian Vigg  | Katja Töner       | 2010. június 7. 2012. november 21.    | 108           |
| 9.   | 9.  | Félre lépés kezdőknek (Fremdgehen für Anfänger)   | Sebastian Vigg  | Meriko Gehrmann   | 2010. július 5. 2012. november 22.    | 109           |
| 10.  | 10. | Szépítő halál (Gepflegter Tod)                    | Sebastian Vigg  | Jörg Alberts      | 2010. július 12. 2012. november 23.   | 110           |
| 11.  | 11. | Osztálytalálkozó (Klassentreffen)                 | Michael Wenning | Robert Dannenberg | 2010. július 19. 2012. november 26.   | 111           |
| 12.  | 12. | Gyilkos ölelés (Bei Kuscheln Mord)                | Michael Wenning | Boris Dennulat    | 2010. július 26. 2012. november 27.   | 112           |
| 13.  | 13. | Egy csillag esszen felett (Ein Stern über Essen)  | Michael Wenning | Katja Töner       | 2010. augusztus 2. 2012. november 28. | 113           |

### Második évad (2011)
| Sor. | Év. | Cím                                                        | Rendező            | Író                               | Premier                              | Gyártási szám |
| ---- | --- | ---------------------------------------------------------- | ------------------ | --------------------------------- | ------------------------------------ | ------------- |
| 14.  | 1.  | Távgyilkosság (Mord auf Distanz)                           | Sebastian Vigg     | Robert Dannenberg, Stefan Scheich | 2011. március 14. 2012. november 29. | 201           |
| 15.  | 2.  | Egy stipper halála (Tod eines Strippers)                   | Sebastian Vigg     | Robert Dannenberg, Stefan Scheich | 2011. március 21. 2012. november 30. | 202           |
| 16.  | 3.  | Kemping kezdőknek (Camping für Anfänger)                   | Sebastian Vigg     | Katja Töner                       | 2011. március 28. 2012. december 3.  | 203           |
| 17.  | 4.  | Aki talál, meghal (Wer findet, der stirbt)                 | Sebastian Vigg     | Benjamin Karalic                  | 2011. április 4. 2012. december 4.   | 204           |
| 18.  | 5.  | Minden út hozzád vezet (Alle Wege führen zum Du)           | Sophie Allet-Coche | Sandra Beck                       | 2011. április 11. 2012. december 5.  | 205           |
| 19.  | 6.  | Éjszakai tankolás Huttropban (Die Nackttanker von Huttrop) | Sophie Allet-Coche | Michael Illner                    | 2011. április 18. 2012. december 6.  | 206           |
| 20.  | 7.  | Látom amit, te nem (Ich sehe was, was Du nicht siehst)     | Sophie Allet-Coche | Robert Dannenberg, Stefan Scheich | 2011. május 2. 2012. december 7.     | 207           |
| 21.  | 8.  | Az ötödik parancsolat (Das 5. Gebot)                       | Sebastian Vigg     | Lars Albaum                       | 2011. május 9. 2012. december 10.    | 208           |
| 22.  | 9.  | Gyilkosság a címlapon (Mord auf Seite 1)                   | Sebastian Vigg     | Joachim Friedmann, Uwe Petzold    | 2011. május 16. 2012. december 11.   | 209           |
| 23.  | 10. | Nem tudok semmit (Ich weiß von nichts)                     | Sebastian Vigg     | Jörg Alberts, Susanne Wiegand     | 2011. május 22. 2012. december 12.   | 210           |
| 24.  | 11. | A rémségek óvodája (Kita des Grauens)                      | Michael Wenning    | Michael Illner                    | 2011. május 30. 2012. december 13.   | 211           |
| 25.  | 12. | Kényszer szerelem (Liebe in Not)                           | Michael Wenning    | Katja Töner                       | 2011. június 6. 2012. december 14.   | 212           |
| 26.  | 13. | Elszalasztott esély (Die verpasste Chance)                 | Michael Wenning    | Robert Dannenberg, Stefan Scheich | 2011. június 20. 2012. december 17.  | 213           |

### Harmadik évad (2012)
| Sor. | Év. | Cím                                            | Rendező             | Író                                | Premier                              | Gyártási szám |
| ---- | --- | ---------------------------------------------- | ------------------- | ---------------------------------- | ------------------------------------ | ------------- |
| 27.  | 1.  | Egy igazi hős (Ein echter Held)                | Sebastian Vigg      | Stefan Scheich, Robert Dannenberg  | 2012. február 6. 2012. december 18.  | 301           |
| 28.  | 2.  | Ecc, pecc kimehetsz (Und raus bist du!)        | Sebastian Vigg      | Katja Töner                        | 2012. február 13. 2012. december 19. | 302           |
| 29.  | 3.  | Három az igazság (Aller guten Dinge sind drei) | Sophie Allet-Coche  | Benjamin Karatic, Rebecca Mahnkopf | 2012. február 20. 2012. december 20. | 303           |
| 30.  | 4.  | Apa, anya, gyerek (Vater Mutter Kind)          | Sophie Allet-Coche  | Christoph Wortberg                 | 2012. február 27. 2012. december 21. | 304           |
| 31.  | 5.  | Nimfák és don huánok (Nymphen und Don Juans)   | Sophie Allet-Coche  | Arne Nolting, Jan Martin Scharf    | 2012. március 5. 2013. január 2.     | 305           |
| 32.  | 6.  | Éjen a sport (Es lebe der Sport)               | Florian Froschmayer | Robert Dannenberg, Stefan Scheich  | 2012. március 12. 2013. január 3.    | 306           |
| 33.  | 7.  | Moos nélkül nincs lé (Ohne Moos nix los)       | Florian Froschmayer | Michael Illner                     | 2012. március 19. 2013. január 4.    | 307           |
| 34.  | 8.  | Gyilkos ábc (Das Killer-Alphabet)              | Florian Froschmayer | Katja Töner                        | 2012. március 26. 2013. január 7.    | 308           |
| 35.  | 9.  | Mindenki áruló (Alles Verräter)                | Thomas Nennstiel    | Arndt Stüwe                        | 2012. április 2. 2013. január 8.     | 309           |
| 36.  | 10. | Lánybúcsú (Hühnerabend)                        | Thomas Nennstiel    | Arne Nolting, Jan Martin Scharf    | 2012. április 16. 2013. január 9.    | 310           |
| 37.  | 11. | Egy mészáros halála (Tod eines Schlachters)    | Thomas Nennstiel    | Sven Böttcher                      | 2012. április 23. 2013. január 10.   | 311           |
| 38.  | 12. | Nem adom tovább (Ich sag's nicht weiter)       | Peter Stauch        | Jörg Alberts, Susanne Wiegand      | 2012. április 30. 2013. január 11.   | 312           |
| 39.  | 13. | Akik, megbocsátanak (Die, die vergeben können) | Peter Stauch        | Robert Dannenberg, Stefan Scheich  | 2012. május 7. 2013. január 14.      | 313           |

### Negyedik évad (2013)
| Sor. | Év. | Cím                                                       | Rendező            | Író                               | Premier                             | Gyártási szám |
| ---- | --- | --------------------------------------------------------- | ------------------ | --------------------------------- | ----------------------------------- | ------------- |
| 40.  | 1.  | Indul a vadászat (Die Jagd beginnt)                       | Zoltan Spirandelli | Arne Nolting, Jan Martin Scharf   | 2013. január 21. 2017. március 13.  | 401           |
| 41.  | 2.  | Szög a szívbe (Nagel ins Herz)                            | Zoltan Spirandelli | Michael Illner                    | 2013. január 28. 2017. március 14.  | 402           |
| 42.  | 3.  | Az élet értelme (Der Sinn des Lebens)                     | Sophie Allet-Coche | Katja Töner                       | 2013. február 4. 2017. március 15.  | 403           |
| 43.  | 4.  | Egy árva szót se (Kein Sterbenswort)                      | Sophie Allet-Coche | Sven Böttcher                     | 2013. február 11. 2017. március 16. | 404           |
| 44.  | 5.  | A mi kis utcánk (Unsere kleine Straße)                    | Sophie Allet-Coche | Robert Dannenberg                 | 2013. február 18. 2017. március 17. | 405           |
| 45.  | 6.  | Tűz és láng (Feuer und Flamme)                            | Peter Stauch       | Christian Heider, Uschi Müller    | 2013. február 25. 2017. március 20. | 406           |
| 46.  | 7.  | A kasszához, drágám (Zur Kasse, Schätzchen)               | Peter Stauch       | Arndt Stüwe                       | 2013. március 4. 2017. március 21.  | 407           |
| 47.  | 8.  | Aki magasra tör (Wer zu hoch fliegt)                      | Peter Stauch       | Robert Dannenberg                 | 2013. március 11. 2017. március 22. | 408           |
| 48.  | 9.  | Privát játszmák (Spielchen spielen)                       | Thomas Nennstiel   | Christoph Wortberg                | 2013. március 18. 2017. március 23. | 409           |
| 49.  | 10. | Aranybánya (Grubengold)                                   | Thomas Nennstiel   | Stefan Scheich                    | 2013. március 25. 2017. március 24. | 410           |
| 50.  | 11. | Uschi, ne csinálj marhaságot! (Uschi mach keinen Quatsch) | Thomas Nennstiel   | Arne Nolting, Jan Martin Scharf   | 2013. április 8. 2017. március 27.  | 411           |
| 51.  | 12. | Rómeó és Júlia (Romeo und Julia)                          | Thomas Nennstiel   | Rafael Solá Ferrer                | 2013. április 15. 2017. március 28. | 412           |
| 52.  | 13. | Veszélyes játék (Gefährliches Spiel)                      | Thomas Nennstiel   | Robert Dannenberg, Stefan Scheich | 2013. április 22. 2017. március 29. | 413           |

### Ötödik évad (2014)
| Sor. | Év. | Cím                                          | Rendező            | Író                 | Premier                             | Gyártási szám |
| ---- | --- | -------------------------------------------- | ------------------ | ------------------- | ----------------------------------- | ------------- |
| 53.  | 1.  | Pandóra szelencéje (Die Büchse der Pandora)  | Thomas Nennstiel   | Christoph Darnstädt | 2014. április 24. 2017. március 30. | 501           |
| 54.  | 2.  | Csak játszadoznak (Die wollen nur spielen)   | Thomas Nennstiel   | Christoph Darnstädt | 2014. április 24. 2017. március 31. | 502           |
| 55.  | 3.  | Az évszázad ügye (Das Ding des Jahrhunderts) | Thomas Nennstiel   | Christoph Darnstädt | 2014. május 1. 2017. április 3.     | 503           |
| 56.  | 4.  | Hét betű (Sieben Buchstaben)                 | Michael Kreindl    | Christoph Darnstädt | 2014. május 8. 2017. április 4.     | 504           |
| 57.  | 5.  | Mit tettem? (Was hab ich getan)              | Michael Kreindl    | Sven Böttcher       | 2014. május 15. 2017. április 5.    | 505           |
| 58.  | 6.  | Úton a Paradicsomba (Ins Paradies)           | Sophie Allet-Coche | Christoph Darnstädt | 2014. május 22. 2017. április 6.    | 506           |
| 59.  | 7.  | A családban marad (Es bleibt in der Familie) | Sophie Allet-Coche | Robert Dannenberg   | 2014. május 29. 2017. április 7.    | 507           |
| 60.  | 8.  | A jövő (Die Zukunft)                         | Sophie Allet-Coche | Robert Dannenberg   | 2014. június 2. 2017. április 10.   | 508           |

## Bakik
- Mick Brisgau szolgálati járműként egy Opel Diplomatot vezet. Azonban az 1. évad 6. részében, mikor Mick elviszi az autóval a feleségét egy tóhoz, ugyanúgy az Opelba ülnek vissza, de az autó beltere egy Mercedes W123-as személygépkocsiéval egyezik meg.[30]